# Élections municipales panaméennes de 2019
Les élections municipales panaméennes de 2019 ont lieu le 5 mai 2019 au Panama en même temps que des législatives ainsi que d'une  élection présidentielle.